# Ibelin Hugó
Ibelin Hugó (1130/1133 – 1169/1171) a jeruzsálemi keresztény királyság jelentős alakja, az Ibelin nemzetség tagja, 1152-től haláláig Ramla ura volt.

## Életútja
Ibelin Bariszan és Ramlai Helvis legidősebb gyermekeként jött a világra. 1148-ban (akárcsak öccse, Ibelin Balduin) már nagykorú volt (elmúlt tizenöt éves), mert okleveleket tanúsított, vagyis 1130-ban, de legkésőbb 1133-ban kellett születnie. Hozzávetőleg tíz évvel lehetett idősebb legfiatalabb öccsénél, Ibelin Baliannál.
Apja halála után, 1150-ben anyja feleségül ment Hierges-i Manasszéhoz, a királyság főhadparancsnokához, Melisenda királyné egyik leghatalmasabb támogatójához ennek fiával, III. Balduin jeruzsálemi királlyal szemben. Amikor a viszályban Balduin kerekedett fölül, Manasszét 1152-ben száműzték, így Hugó megörökölhette anyjától Ramlát, valamint Hierges saját várát, Mirabelt is. Hugó részt vett Askalon 1153-as ostromában, 1157-ben pedig fogságba esett Banijasznál, és valószínűleg csak a következő évben szabadult.
1159-ben az Antiochiai Fejedelemségbe látogatott, itt találkozott I. Manuél bizánci császárral, aki azért jött, hogy megerősítse a fejedelemség fölötti fennhatóságát. 1163-ban Hugó feleségül vette Courtenay Ágnest, Amalrik jeruzsálemi király volt feleségét, aki egyben IV. Balduin jeruzsálemi király és Szibilla jeruzsálemi királynő anyja, valamint II. Joscelin edesszai gróf lánya volt. Amalriknak azért kellett elválnia Ágnestől, mert távoli vérrokonok voltak, és a főurak így nem fogadták volna el királynak. Hugó és Ágnes frigyéből nem született gyermek.
Hugó részt vett Amalrik 1167-es egyiptomi hadjáratában, neki kellett hidat építenie a Nílusra. A keresztesek az egyiptomi szultánnal szövetkeztek Núr ad-Dín Zangi vezére, Sirkúh ellen, aki szintén meg akarta szerezni Egyiptomot. Hugót Kairó védelmére rendelték a szultán fiával, Kamillal együtt. Ugyanezen a hadjáraton, Bilbeisz ostroma közben az Ibelin-hagyomány szerint Hugó a lova alá esett, eltörte a lábát, és Millyi Fülöp, a templomos lovagrend későbbi nagymestere mentette meg az életét. Valószínűleg két évvel később, 1169-ben, Santiago de Compostela-i zarándoklata közben halt meg. Ibelini, mirabeli és ramlai birtokai öccsére, Balduinra szálltak.
Volt egy másik Ibelin Hugó is, öccse, Balian fiának, Ibelin Jánosnak, Bejrút urának a fia.

## Fordítás
- Ez a szócikk részben vagy egészben  a   Hugh of Ibelin című angol Wikipédia-szócikk ezen változatának fordításán alapul.  Az eredeti cikk szerkesztőit annak laptörténete sorolja fel. Ez a jelzés csupán a megfogalmazás eredetét és a szerzői jogokat jelzi, nem szolgál a cikkben szereplő információk forrásmegjelöléseként.